# 陳崇德
陳崇德（1446年—？），字季廣，福建福州府長樂縣人，明朝政治人物。

## 生平
成化十年（1474年），福建甲午乡试中舉。成化十七年（1481年），登辛丑科進士，授清江縣知縣，弘治三年（1490年）八月擢南京陕西道监察御史，丁憂服闋，六年十月復除南京山東道，后升任广西兵备副使，正德三年（1508年）十一月升廣西左参政，转江西布政使，因劉瑾乱政，辭職歸鄉。

## 家族
曾祖陳泰；祖父陳拱，訓導；父陳煦。前母林氏；母林氏。严侍下。兄順德。